# Иракский узкопалый геккон
Иракский узкопалый геккон (лат. Stenodactylus doriae) — вид гекконообразных ящериц семейства гекконовых. Назван в честь итальянского зоолога Джакомо Дориа.

## Внешний вид
Геккон средних размеров с длиной тела без хвоста до 8,3 см, плотным телосложением и очень крупной широкой головой. Глаза очень большие, с вертикальным зрачком, имеющим неровные очертания. Тело сверху покрыто мелкими чешуйками. У обоих полов обычно имеются две преанальные поры. Хвост тонкий, округлый в сечении, достигает 80—110 % длины тела, способен к автотомии, но лишь у основания. Пальцы уплощённые с выраженными гребнями из удлинённых заострённых чешуй, под которыми расположено 5—13 рядов заострённых чешуй. Окраска изменчивая. Основной фон розоватый, светло- или тёмно-коричневый с жёлтыми пятнами и точками. На хвоста имеются поперечные полосы. В целом напоминает Stenodactylus leptocosymbotes.

## Ареал
Распространён от юго-западного Израиля и восточной Иордании на юг до Саудовской Аравии, Йемена, Омана и ОАЭ, а на восток до Ирака и юго-западного Ирана на высоте до 1000 м над уровнем моря.

## Образ жизни
Обитает на участках между подвижными песчаными дюнами с разреженной растительностью. Иногда особей этого вида можно заметить на вытянутых ногах с высоко поднятым хвостом. При преследовании хищником быстро убегает, а затем резко останавливается, прижимаясь к земле. Активен ночью. Питается насекомыми и другими членистоногими. Самки откладывают по 1—2 яйца в твёрдой скорлупе.

## Численность и охрана
На большей части ареала виду ничего не угрожает, и Международным союзом охраны природы он отнесён к «видам, вызывающим наименьшие опасения». Тем не менее, в Израиле и Иордании его местообитания подвергаются разрушению в связи с вытаптыванием домашним скотом и людьми почвенной корки. В Израиле считается угрожаемым видом и охраняется национальным законодательством. В Иордании охраняется в биосферном заповеднике Дана и заповеднике Вади-Рам.